# 그린캠프
그린캠프(Green Camp)는 미국 오하이오주 매리언군의 빌리지이다. 사이오토강과 리틀사이오토강의 합류 지점에 위치해 있다. 그린캠프의 인구 수는 2010년 미국 인구 조사 기준으로 374명이다. 그린캠프는 엘긴 지역 학구(Elgin Local School District)가 관할하고 있다.

## 역사
그린캠프의 원래 이름은 버윅(Berwick)이었으며 1838년 현재의 이름으로 변경되었다. 현재의 지명은 그린캠프 타운십에서 비롯되었다.

## 지리
그린캠프의 위치는 북위 40° 31′ 54″ 서경 83° 12′ 34″ / 북위 40.53167°  서경 83.20944° (40.531614, -83.209371)이다.
미국 인구조사국에 따르면 이 빌리지의 총 면적은 모두 육지로 0.34 제곱마일 (0.88 km2)이다.

## 인구
| 인구조사              | 인구 | Note  | %±     |
| --------------------- | ---- | ----- | ------ |
| 1880년                | 312  |       | —      |
| 1890년                | 290  |       | −7.1%  |
| 1900년                | 369  |       | 27.2%  |
| 1910년                | 308  |       | −16.5% |
| 1920년                | 278  |       | −9.7%  |
| 1930년                | 362  |       | 30.2%  |
| 1940년                | 327  |       | −9.7%  |
| 1950년                | 388  |       | 18.7%  |
| 1960년                | 492  |       | 26.8%  |
| 1970년                | 537  |       | 9.1%   |
| 1980년                | 475  |       | −11.5% |
| 1990년                | 393  |       | −17.3% |
| 2000년                | 342  |       | −13.0% |
| 2010년                | 374  |       | 9.4%   |
| 2019 (추산)           | 355  | [ 4 ] | −5.1%  |
| U.S. Decennial Census |      |       |        |

### 2010년 인구
2010년 인구 조사 기준으로 374명, 142개 가구, 110개 가족이 이 빌리지에 거주하고 있다. 인구 밀도는 1,100.0 명 매 제곱마일 (424.7/km2)이다. 평균 밀도 455.9 매 제곱마일 (176.0/km2)에 155개 단위 세대가 있다. 빌리지 인종 구성 중 96.5%가 백인, 3.5%가 2개 이상 인종이다. 히스패닉이나 라틴계 인종은 인구 중 0.5%이다.
142개 가구가 있으며 그 중 35.9%가 이 가구와 함께 살고있는 18세 미만 어린이들이 있으며 54.9%가 함께 혼인한 상태로 거주하고 있으며 14.8%는 현재 남편이 없는 여성 가정주부로 있으며 7.7%는 아내가 없는 남성 가정주부이며 22.5%는 가족이 없다. 총 가구 중 18.3%는 개인으로 구성되며 10.5%는 65세 이상이면서 독신이다. 평균 가구 수는 2.63이며 평균 가족 수는 2.99이다.
이 빌리지의 중간 나이는 40세이다. 거주인 중 25.7%는 18세 미만이다. 6.9%는 18~24세 사이이다. 27.7%는 25~44세 사이이다. 25.7%는 45~64세 사이이다. 13.9%는 65세 이상이다. 이 빌리지의 성 비율은 54.3%가 남성, 45.7%가 여성이다.